# ユニバーサル・アクセス権
ユニバーサル・アクセス権（ゆにばーさる・あくせすけん）とは、誰もが自由に情報にアクセスできる権利のことを指す。1948年に開催された第3回国連総会で採択された「世界人権宣言」においてもコミュニケーションの権利として明記されている。ここではテレビ放送のスポーツ中継における放映権について説明する。

## 概要
イギリスでは1990年代に入ってから、ルパート・マードックが経営しているメディア企業「ニューズ・コーポレーション」傘下の有料テレビ局であるBスカイB（現・Sky）が、加入者を増やす目的で、高額の金額でスポーツ中継の放映権を相次いで独占した。これにより、様々な事情で有料テレビ局に契約料を払いたくないまたは払えない視聴者は該当のスポーツ中継が視聴出来ない事態が発生した。
この事態を受けて、イギリス政府は1996年に放送法を改正し、国民の関心が高いスポーツについては「クラウンジュエル」と言われる特別指定行事と定めて、有料テレビ局による独占放送を禁止することになった。行事についてはAとBの2つのグループに分けて、Aグループとなるオリンピックやサッカーの国際サッカー連盟（FIFA）ワールドカップの決勝トーナメントと欧州サッカー連盟（UEFA）の決勝トーナメント、テニスのウィンブルドン選手権や競馬のダービーステークス、ラグビーのワールドカップなどでは原則として有料テレビ局での独占放送を禁止させ、Bグループとなるクリケットやゴルフの全英オープンなどは有料テレビ局での独占放送を認めるが、地上波テレビ局によるハイライト・ダイジェスト番組の放送を義務づけることになった。
この方式は後に欧州連合（EU）全体の取り組みとなり、特別指定行事の対象となるスポーツもEU加盟国に合わせてカスタマイズされている。なお、アメリカでもオリンピックを始め、民放テレビ局による各種スポーツ中継放映権の独占化が進んでいるが、ヨーロッパとは違い、多額のスポンサーによる収入で無料放送を維持していることもあり、問題視されていない。
日本でも2022年3月24日に行われ、日本代表の2022 FIFAワールドカップの出場が懸かっていたアジア3次予選（対オーストラリア戦）が日本の各地上波テレビ局が放映権料の高騰を理由として、放映権の契約（購入）を断念し、動画配信サービスのDAZNが独占配信したため、該当の中継が見られなくなる事例が発生したことを契機として、イギリスと同様の法整備やシステム導入を求める意見がある。